# Abutilon carinatum
Abutilon carinatum är en malvaväxtart som beskrevs av A. Krapovickas. Abutilon carinatum ingår i släktet klockmalvor, och familjen malvaväxter. Inga underarter finns listade i Catalogue of Life.